# Private (Dienstgrad)
Private (Großbritannien: Private; Kanada: Private (oder Recruit); US Army: Private E-1) bezeichnet den niedrigsten Rang der Mannschaften vieler Streitkräfte im englischen Sprachraum. Sein Äquivalent in der deutschen Bundeswehr sind die untersten Dienstgrade, im Heer der Schütze oder Kanonier, bei Luftwaffe und Heeresfliegertruppe der Flieger und bei der Marine der Matrose. In den deutschen und österreichischen Heeren des 18. und 19. Jahrhunderts entsprach der Gemeine dem Private-Dienstgrad.

## Häufige Übersetzungsfehler
Eine recht häufige, aber fehlerhafte Übersetzung lautet Gefreiter. Für die Ära vor 1945 muss die Übersetzung für Private jedoch immer Gemeiner lauten oder Soldat (bspw. Grenadier, Füsilier, Jäger, Schütze, Kanonier usw.); bei der Kavallerie lautete die dem Private analoge Bezeichnung zeitweise Trooper, also Reiter (Dragoner, Husar, Jäger, Kürassier, Ulan). Das Äquivalent zum Gefreiten war hingegen der Private First Class (PFC) (US-Streitkräfte) bzw. der Lance Corporal (Streitkräfte des Vereinigten Königreichs). 
In den Streitkräften der NATO ist das Übersetzungsproblem komplexer. So kennen die US Army und die Canadian Forces seit 1968 jeweils zwei Private-Dienstgrade, die zwischen dem untrainierten Rekruten (USA: Private E-1; Kanada: Private Recruit) und dem Absolventen der militärischen Grundausbildung (USA: Private E-2; Kanada: Private Basic) unterscheiden; die British Army kennt diese Ausdifferenzierung nicht. 
Die Dienstgrade Private Basic und Private E-2 für ausgebildete Soldaten kommen heute dem Gefreiten in den deutschen, österreichischen und schweizerischen Streitkräften sehr nahe und haben ein eigenes Dienstgradabzeichen (einfacher Winkel bzw. Schrägbalken). In der Bundeswehr hat der Gefreite mehr Rechte und Pflichten. Da die Kompetenzabweichungen aber nicht so groß sind, dass sie die Hauptmerkmale des Dienstgrads verändern, wird der Bundeswehr-Gefreite im NATO-Rangcode den „Private“-Dienstgraden als OR-2 gleichgesetzt.